# Nelson Carmichael
Nelson Graham Carmichael (Columbus, 19 de noviembre de 1965) es un deportista estadounidense que compitió en esquí acrobático, especialista en la prueba de baches.
Participó en los Juegos Olímpicos de Albertville 1992, obteniendo una medalla de bronce en la prueba de baches.

## Medallero internacional
| Juegos Olímpicos | Juegos Olímpicos      | Juegos Olímpicos  | Juegos Olímpicos |
| Año              | Lugar                 | Medalla           | Competición      |
| ---------------- | --------------------- | ----------------- | ---------------- |
| 1992             | Albertville (Francia) | Medalla de bronce | Baches           |